# Gustave Charpentier
Gustave Charpentier (Dieuze, 25 de juny de 1860 – París, 18 de febrer de 1956) fou un compositor francès principalment conegut per l'òpera Louise. Va introduir, juntament amb Alfred Bruneau, el naturalisme en l'art líric.
Charpentier va néixer a Dieuze, Moselle, fill d'un forner i, amb l'ajuda d'un ric benefactor, va estudiar violí al conservatori de Lilla abans d'entrar al Conservatori de París el 1881. Allà va estudiar composició amb Jules Massenet i tenia la reputació d'enfrontar-se als professors. El 1887 va guanyar el Prix de Rome amb la cantata Didon. Durant la seua estada a Roma, va compondre l'obra orquestral Impressions d'Italie, alhora impressionista i sentimental, que defineix la seva estètica. El mateix to té el Chant d'apothéose (1912). També va començar a treballar en el llibret i música de la que havia d'esdevenir la seua obra de major èxit, l'òpera Louise.
Charpentier va tornar a París, on va continuar la composició, incloent-hi peces sobre texts de Charles Baudelaire i Voltaire. Després d'acabar Louise, aquesta va ser acceptada per a la seua estrena a l'Opéra-Comique. Louise és un retrat realista de la vida de les classes obreres de París, i ha estat considerada un prematur exemple del verisme operístic.
L'estrena de Louise va tenir lloc el 2 de febrer de 1900 sota la direcció d'André Messager, i va ser la primera òpera estrenada en aquest teatre en el segle xx. Va constituir un èxit immediat, i fou representada arreu del món i va convertir el seu autor en un home aclamat. Va contribuir al llançament de la carrera de la soprano escocesa Mary Garden que va fer seu el paper des de ben aviat. Existeix una versió cinematogràfica de l'òpera de 1939 amb Grace Moore en el paper protagonista de Louise. L'ària Depuis le jour és una peça molt popular que s'interpreta sovint avui dia.
El 1902, Charpentier va fundar el Conservatoire Populaire Mimi Pinson, l'objectiu del qual era proveir d'educació musical a les joves treballadores de París.
Amb el pas del temps Charpentier va anar abandonant la composició. El 1913 va compondre una seqüela de Louise, Julien, que va ser ràpidament oblidada.

## Òperes
- Louise - 1900
- Julien, ou La vie du poète - 1913
- L'amour au faubourg - 1913
- Orphée – No representada, probablement inacabada.